# Björn Ferm
Björn Ferm, född 10 augusti 1944 i Jönköping, är en svensk tidigare utövare av modern femkamp. Han tävlade för A6 Skytte- och idrottsförening.
Ferm tävlade för A6 Skytte- och Idrottsförening i Jönköping. Han vann OS-guld helt sensationellt på hög höjd vid Olympiska sommarspelen 1968 i Mexico City. Björn Ferm blev vid Olympiska sommarspelen 1972 sexa individuellt och ingick även i det svenska lag som slutade femma i lagtävlingen. Ferm tog individuella bronsmedaljer i VM 1967 i Jönköping och VM 1969 i Budapest. Ferm blev svensk mästare individuellt fem gånger samt svensk mästare i lag sex gånger i modern femkamp och en gång i värjfäktning för Djurgårdens IF. I Paraguay avbildades han på ett frimärke.
Sedan 1980-talet bor han i Bangkok, där han är egen företagare sedan 1999.